# Рожеве вино
Роже́ве вино́ — вино, зроблене з червоних сортів винограду, перероблених білим способом або за червоним способом з короткочасним настоюванням мязги або купажуванням білих і червоних виноматеріалів, забарвлення якого варіює від слабко- рожевого до інтенсивно-рожевого.

## Рожеве вино
Рожеве вино одержують тільки з червоних сортів ягід, сік контактує з мезгою протягом нетривалого часу, достатнього для того, щоб шкірка ягід передала свій колір соку, але не переситила його. У результаті такої технології виробництва рожеве вино містить менше танінів, тому і температура охолодження може бути знижена до 8 — 13 °C. Цілком ймовірно, що існує «простіший» метод отримання рожевого вина, тобто змішуванням білого і червоних сортів вин, але у Франції такий спосіб заборонений. Виняток становить хіба що рожеве шампанське, яке у всі часи було щасливим винятком у "рожевому вигнанні".
Саме завдяки своїй непопулярності рожеве вино сьогодні значно меншою мірою піддається фальсифікації, ніж інші вина. Купуючи рожеве вино, можна бути майже завжди впевненим в його якості. Воно володіє широким діапазоном приємних відтінків рожевого кольору, яскравим ароматом, і при цьому смак вина не обтяжений танінами. Це робить рожеве вино чудовим аперитивом і гідним супутником легкої їжі. Рожеве вино універсальне: його можна запропонувати до риби, до морепродуктів, до м'яса і до овочевих страв. А також воно ідеально підходить до романтичної події — легке, ніжне, молоде, втілення кохання та весни. Завдяки солодкуватому смаку його можна вживати як аперитив. Часто, не цілком справедливо, рожеве вино розглядають як «переважно дамське вино», тоді як поділ на «чоловічі» та «жіночі» напої не категоричний, адже для кожної людини, навіть з низькою культурою, більше важать приводи, смаки, особисті пристрасті, погода і меню.

### Основні країни виробники
Рожеве анжуйське вино — найвідоміше з рожевих вин. Анжуйські вина дуже легкі, відрізняються фруктовим присмаком. Їх ще називають «солом'яні» (вони отримали цю назву від зав'ялювання винограду, який розкладали на соломі при переробці). Технологія виготовлення рожевого вина тут запозичена, мабуть, з Іспанії, яка ще за Людовіка XIV володіла Анжуйською провінцією. Анжуйське походження надає рожевому вину історичний «післясмак»: згадуєш романи куртуазної старовини, прекрасні замки Луари і дихання Атлантичного океану, яке і надає вину свіжість і бадьорість.
Однак рожеве вино зовсім не обов'язково має бути анжуйським. Італійські і іспанські рожеві вина нітрохи не поступаються анжуйському. В сучасному виробництві третина всіх обсягів виробництва рожевого вина у світі належить французькому Провансу.